# دهستان میزدج سفلی
میزدج سفلی، دهستانی از توابع بخش جونقان در شهرستان فارسان در استان چهارمحال و بختیاری است.

## جمعیت
جمعیت این دهستان براساس سرشماری سال ۹۵ ۴۰۴۹ نفر بوده است.